# I Know Where I'm Going!
I Know Where I'm Going! is een Britse dramafilm uit 1945 onder regie van Michael Powell en Emeric Pressburger.

## Verhaal
Als de jonge Joan Webster wil trouwen met de veel oudere industrieel Robert Bellinger, huurt hij het Schotse Hebrideneiland Kiloran af voor de bruiloft. Door weersomstandigheden moet Joan haar scheepsreis echter staken op het eiland Mull. Daar ontmoet ze Torquil MacNeil, een officier bij de marine. In afwachting tot de storm gaat liggen brengen Joan en Torquil hun tijd samen door. Joan gaat zo twijfelen aan haar aanstaande bruiloft.

## Rolverdeling
| Acteur            | Personage          |
| ----------------- | ------------------ |
| George Carney     | Mijnheer Webster   |
| Wendy Hiller      | Joan Webster       |
| Walter Hudd       | Hunter             |
| Duncan MacKechnie | Kapitein           |
| Ian Sadler        | Iain               |
| Roger Livesey     | Torquil MacNeil    |
| Finlay Currie     | Ruairidh Mhór      |
| Murdo Morrison    | Kenny              |
| Margot Fitzsimons | Bridie             |
| C.W.R. Knight     | Kolonel Barnstaple |
| Pamela Brown      | Catriona           |
| Donald Strachan   | Herder             |
| John Rae          | Oude herder        |
| Duncan McIntyre   | Zoon               |
| Jean Cadell       | Postdirectrice     |